# MA-22
MA-22 es una autovía urbana perteneciente a la Red de Carreteras del Estado que da acceso directo al Puerto de Málaga. Cuenta con una longitud de 5,75 km y su trazado discurre íntegramente por el municipio de Málaga. Al ser uno de los principales ejes viarios del distrito Carretera de Cádiz, y una de las entradas al suroeste de la ciudad, la autovía, en su tramo paralelo al paseo marítimo absorbe una gran cantidad de tráfico. 
La autovía comienza cercana a la ribera del río Guadalhorce, en la salida 4 de la autovía MA-21, muy cerca de la MA-20. Prosigue hacia el sudeste siguiendo el trazado del Guadalhorce hasta llegar a la urbanización de Sacaba, donde continúa bajo la denominación de la Calle Pacífico. Termina finalmente en la rotonda de acceso al Puerto de Málaga

## Importancia
La MA-22 da entrada y salida al Puerto de Málaga desde y hacia vías de gran capacidad, como son la MA-20 y la MA-21.

## Salidas
| Esquema              | Sentido Puerto | Sentido Puerto    | Sentido Puerto | Sentido Puerto | Sentido MA-20 - MA-21 | Sentido MA-20 - MA-21 | Sentido MA-20 - MA-21 | Sentido MA-20 - MA-21 | Notas |
| Esquema              | Velocidad      | Elemento Carriles | Salida         | Salida | Salida                | Salida                | Elemento Carriles     | Velocidad             | Notas |
| Esquema              | Velocidad      | Elemento Carriles | N.º            | Direcciones | Direcciones           | N.º                   | Elemento Carriles     | Velocidad             | Notas |
| -------------------- | -------------- | ----------------- | -------------- | --- | --------------------- | --------------------- | --------------------- | --------------------- | ----- |
|                      |                |                   |                | MA-21 Torremolinos E-15 A-7 Algeciras N-348 Aeropuerto de Málaga                                                                                                 |                       |                       |                       |                       |       |
| Polígono Guadalhorce |                |                   |                | |                       |                       |                       |                       |       |
|                      |                |                   |                | MA-21 N-340 Avenida de Velázquez MA-20 Málaga - Almería - Algeciras MA-23 Aeropuerto de Málaga A-357 Cártama A-45 Córdoba - Granada - Sevilla Polígono Azucarera |                       |                       |                       |                       |       |
|                      |                |                   |                | MA-20 Málaga E-15 A-7 Almería A-357 Cártama A-45 Córdoba - Granada - Sevilla                                                                                     |                       |                       |                       |                       |       |
| Palacio de Deportes  |                |                   |                | |                       |                       |                       |                       |       |
|                      |                |                   |                | | Vía de servicio       |                       |                       |                       |       |
|                      |                |                   |                | Sacaba Beach |                       |                       |                       |                       |       |
|                      |                |                   |                | Avenida Moliere |                       |                       |                       |                       |       |
|                      |                |                   |                | Avenida de los Guindos |                       |                       |                       |                       |       |
|                      |                |                   |                | Carril de la Chupa |                       |                       |                       |                       |       |
|                      |                |                   |                | Calle Princesa |                       |                       |                       |                       |       |
|                      |                |                   |                | Estación de Ferrocarril Puerto de Málaga |                       |                       |                       |                       |       |